# Wimbledon 2013 (turniej legend kobiet)
Wimbledon 2013 – turniej legend kobiet – zawody deblowe legend kobiet, rozgrywane w ramach trzeciego w sezonie wielkoszlemowego turnieju tenisowego, Wimbledonu. Zmagania miały miejsce w dniach 2–7 lipca na trawiastych kortach All England Lawn Tennis and Croquet Club w Londynie.

## Drabinka

#### Klucz
- w/o – walkower
- k – krecz
- d – dyskwalifikacja
- Q – kwalifikant
- WC – dzika karta
- LL – szczęśliwy przegrany
- Alt – zawodnik zastępczy
- PR – ochrona rankingu
- SE – specjalna przepustka
- ITF – ranking ITF
- JE – ranking juniorski

### Faza finałowa
|  |       |                                  |   |   |  |
|  | Finał |                                  |   |   |  |
|  |       |                                  |   |   |  |
|  |       |                                  |   |   |  |
|  |       |                                  |   |   |  |
|  |       | Lindsay Davenport Martina Hingis | 6 | 6 |  |
|  |       | Lindsay Davenport Martina Hingis | 6 | 6 |  |
|  |       | Jana Novotná Barbara Schett      | 2 | 2 |  |
|  |       | Jana Novotná Barbara Schett      | 2 | 2 |  |
|  |       |                                  |   |   |  |

### Faza początkowa

#### Grupa B
|   |                                 | Lucie Ahl Magdalena Maleewa | Iva Majoli Natalla Zwierawa | Martina Navrátilová Pam Shriver | Jana Novotná Barbara Schett | Mecze W–L | Sety W–L | Gemy W–L | Miejsce |
| 2 | Lucie Ahl Magdalena Maleewa     |                             | 6:0, 5:7, 10–8              | 6:2, 7:6(6)                     | 2:6, 7:6(2), 2–10           | 2–1       | 5–3      | 34–28    | 2.      |
|   | Iva Majoli Natalla Zwierawa     | 0:6, 7:5, 8–10              |                             | 6:2, 6:3                        | 3:6, 3:6                    | 1–2       | 3–4      | 25–29    | 3.      |
|   | Martina Navrátilová Pam Shriver | 2:6, 6:7(6)                 | 2:6, 3:6                    |                                 | 1:6, 4:6                    | 0–3       | 0–6      | 18–37    | 4.      |
|   | Jana Novotná Barbara Schett     | 6:2, 6:7(2), 10–2           | 6:3, 6:3                    | 6:1, 6:4                        |                             | 3–0       | 6–1      | 37–20    | 1.      |

## Pula nagród
| Runda                    | Pieniądze (£) |
| Zwyciężczynie            | 20 000        |
| Finalistki               | 17 000        |
| Drugie miejsce w grupie  | 14 000        |
| Trzecie miejsce w grupie | 13 000        |
| Czwarte miejsce w grupie | 12 000        |